# Chiesa di Cristo Re (Vigevano)
La Chiesa di Cristo Re è un edificio religioso sito a Vigevano, in provincia di Pavia e diocesi di Vigevano.

## Descrizione e storia
La storia della chiesa ebbe inizio con la licenza rilasciata dal comune di Vigevano il 16 settembre 1960. Fu terminata nel 1962 e il 7 settembre 1962 l'edificio venne dedicato a Cristo Re. Il titolare della costruzione è la Parrocchia di San Giovanni Bosco, nata il 15 marzo 1960 la cui attività ebbe inizio l'11 ottobre 1962. La chiesa venne consacrata il 15 novembre 1992 dal Vescovo Mons. Giovanni Locatelli.
Ha una particolare forma a pianta ottagonale. Per i lavori di rifinitura e di abbellimento della chiesa molto si deve al primo parroco, padre Elio Lupano, ed ai suoi successori. All'interno spicca l'affresco, dietro l'altare maggiore, di Piero Dalle Ceste.